# Ken Wharton
Frederick Charles Kenneth Wharton (Smethwick; 21 de marzo de 1916-Ardmore; 12 de enero de 1957), más conocido como Ken Wharton, fue un piloto de automovilismo británico. Compitió en pruebas off-road, carreras de montaña y rallyes, y también compitió en autos deportivos y monoplazas. Comenzó a correr en la Fórmula Nacional 500cc, y luego adquirió un Cooper. Su debut en la Fórmula 1 fue en Suiza 1952, bajo las reglas de la Fórmula 2, donde partió desde la posición 13 en la grilla y terminó cuarto. Participó en un total de 15 Grandes Premios, de los cuales obtuvo tres puntos de campeonato.
El 17 de agosto de 1935, se vio envuelto en un accidente en Donington Park mientras conducía un Austin en una carrera de 850cc. El incidente, que lo vio volcar en la esquina de Red-gate, ocurrió en la primera vuelta de cinco. Wharton escapó con abrasiones en el brazo.
En 1951 viajó al extranjero, con el ERA de 2 litros de Peter Bell, para terminar tercero en la general en la subida de Susa/Mont Cenis y 4.º en la general en la escalada de Aosta/Gran San Bernardo. Con un Cooper 500 también compitió en la subida de montaña alemana de Friburgo donde fue subcampeón en la clase 500cc detrás de Stirling Moss. Wharton ganó el evento de Friburgo en la ERA el 5 de agosto, escalando las 7,4 millas del Schauinsland Pass, en 8 minutos y 5,33 segundos. El 19 de agosto fue el más rápido en la subida a la Vue des Alpes, con un tiempo de 3 minutos 57,8 segundos. Ganó el Campeonato Británico de Escalada en Montaña todos los años desde 1951 hasta 1954, y sigue siendo el único piloto que ha ganado cuatro títulos consecutivos. Otros éxitos con ERA R4D incluyeron ganar las pruebas de velocidad de Brighton en 1954, 1955 y 1956.
El éxito en los rallies incluyó ganar el Tulpenrallye en 1949, 1950 y 1952, para la marca Ford. También se convirtió en campeón británico de Trial.
El 4 de julio de 1954, él y Peter Whitehead ganaron la carrera de las 12 Horas de Reims en un Jaguar D-Type.
En 1957, Wharton resultó fatalmente herido cuando su Ferrari Monza se estrelló en una carrera de autos deportivos en el circuito de Ardmore, Auckland, Nueva Zelanda. Más de 1.100 personas asistieron a su funeral, incluidos su madre, padre, hermana, tíos y primos.

## Resultados

### Fórmula 1
(Clave) (negrita indica pole position) (cursiva indica vuelta rápida)

| Año  | Escudería                | 1     | 2   | 3       | 4       | 5       | 6       | 7       | 8     | 9      | Pos. | Puntos |
| ---- | ------------------------ | ----- | --- | ------- | ------- | ------- | ------- | ------- | ----- | ------ | ---- | ------ |
| 1952 | Scuderia Franera         | SUI 4 | 500 | BEL Ret | FRA     | GBR     | GER     | NED Ret | ITA 9 |        | 13.º | 3      |
| 1953 | Ken Wharton              | ARG   | 500 | NED Ret | BEL     | FRA Ret | GBR 8   | GER     | SUI 7 | ITA NC | NC   | 0      |
| 1954 | Owen Racing Organisation | ARG   | 500 | BEL     | FRA Ret | GBR 8   | GER DNS | SUI 6   | ITA   | ESP 8  | NC   | 0      |
| 1955 | Vandervell Products Ltd  | ARG   | MON | 500     | BEL     | NED     | GBR 9   | ITA Ret |       |        | NC   | 0      |